# Трир-Ланд (управление)
Управление Трир-Ланд состоит из 11 посёлков.
1. Ах (1 152)
2. Франценхайм (330)
3. Хоквайлер (259)
4. Игель (2 016)
5. Кордель (2 187)
6. Лангзур (1 679)
7. Невель (2 813)
8. Ралинген (2 015)
9. Трирвайлер (3 462)
10. Вельшбиллиг (2 527)
11. Цеммер (2 881)